# Óscar Cabedo
Óscar Cabedo Cardá (Onda, 12 novembre 1994) è un ciclista su strada spagnolo che corre per la ABTF Betão - Feirense; è professionista dal 2018.

## Biografia
È il fratello di Víctor Cabedo, a sua volta ciclista, morto a soli 23 anni nel 2012 a causa di un incidente durante un allenamento.

## Palmarès

### Strada
- 2017 (Escribano Sport, una vittoria)

4ª tappa Vuelta Ciclista a León (Vega de Espinareda > Sierra de Ancares)

## Piazzamenti

### Grandi Giri
- Vuelta a España

2018: 86º
2019: 116º
2020: 63º
2021: 19º
2022: 22º